# The Poker House
The Poker House è un film del 2008 scritto e diretto da Lori Petty, basato sulla propria adolescenza.
Si tratta del primo film di Jennifer Lawrence.

## Trama
Il film si concentra in un solo giorno nella vita di tre sorelle.
Sarah, una donna dipendente dall'alcol e dalla droga, è la madre di tre sorelle maltrattate e trascurate, Agnes di 14 anni, Bee di 12 anni e Cammie di 8 anni. È stata costretta a prostituirsi per mantenere il suo protettore, Duval. Sarah non è in grado di prendersi cura delle ragazze, costringendo Agnes ad assumersi la responsabilità delle due sorelle minori. La casa di Sarah è diventata nota come la Casa del Poker, dove i papponi e i criminali del quartiere si riuniscono per giocare a poker, oltre che per comprare sesso.
Agnes crede che Duval sia il suo fidanzato e che la ami, nonostante sia molto più grande e abbia abusato di sua madre. Agnes sveglia Bee e la prepara per il suo giro di giornali. Cammie ha passato la notte a casa della sua amica Sheila. Viene rivelato che prima di lasciare il padre, che era un predicatore, lui era solito picchiare Sarah e le ragazze. Le quattro sono fuggite e Sarah, avendo difficoltà a prendersi cura delle ragazze da sola, è diventata una prostituta dopo aver conosciuto Duval.
Bee parla di trasferirsi in una casa famiglia, sperando di essere adottata. Cammie trascorre la giornata in un bar, facendo amicizia con Dolly, la proprietaria del bar, e Stymie, un alcolizzato. Agnes gira per la città, parlando con alcuni amici, giocando una partita di basket e ritirando un paio di buste paga dai suoi lavori part-time. Verso la fine della giornata, Agnes si arrampica attraverso la finestra di Bee, evitando il soggiorno, che è pieno di giocatori d'azzardo, papponi e ubriaconi. Bee si è chiusa nella sua stanza e, come Agnes, evita il caos del piano di sotto. Agnes fa uscire Bee dalla casa, dicendole di non tornare per un po'.
Più tardi, quella sera, dopo che Duval e Agnes iniziano a baciarsi, Duval la violenta. Quando Duval la lascia, lei corre in bagno per pulirsi, inorridita dai pensieri della violenza e dalla possibilità di una gravidanza. È completamente traumatizzata. Sua madre entra nel bagno e, mentre Agnes la raggiunge in preda all'angoscia, Sarah si rifiuta di toccarla e dice invece ad Agnes di andare al negozio a prendere dell'alcol. Poco dopo, Agnes sente Duval dire a Sarah che inizierà a far prostituire Agnes. Agnes minaccia di sparare a Duval, sparando un paio di colpi e gridando alla madre che lui l'ha violentata. Sarah dice ad Agnes che lo difenderà.
Agnes, una stella della pallacanestro scolastica, segna 27 punti da sola nel secondo tempo, un record che durerà negli anni a venire. Tuttavia, cade quando segna il canestro finale, zoppica fino alla macchina e ha un crollo completo. Poi parte e trova Bee e Cammie su un ponte vicino. Le due salgono in macchina e Agnes non racconta alle sorelle minori gli eventi che si sono verificati quella sera, ma le porta a cena. Cammie suona poi "Ain't No Mountain High Enough" e le tre ragazze cantano insieme.
In seguito, Agnes lascia l'Iowa per andare a New York e diventare attrice e artista. Circa 20 anni dopo, viene mostrato che è stata lei a dirigere il film, rivelando che il film è la vera storia dell'infanzia della regista e attrice Lori Petty.